# アルテペトル

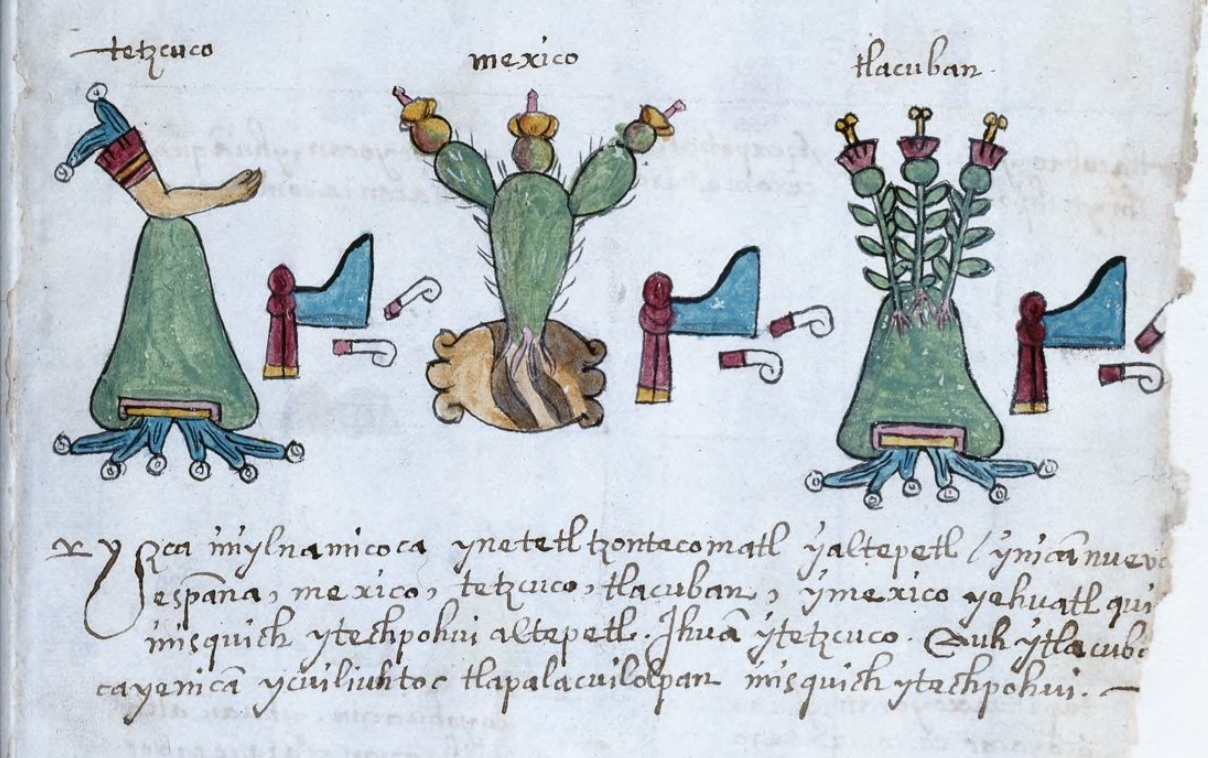
テスココ、テノチティトラン、トラコパンを表す絵文字。3点はアステカ王国の主要なアルテペトルである。

アルテペトル（altepetl、複数形はaltepemeまたはaltepemeh）は地域的な民族性に基礎を置いた政治的な存在であり、通常アメリカ州の先コロンブス期のナワトル語話者の社会の「都市国家」と英訳されている。アルテペトルはカルポリで知られる小さい単位からなり、5人に上る支配者間で共有する規則の例が知られているが、主としてトラトアニで知られる単独の強力な支配者に導かれた。それぞれのアルテペトルは自国の支配権や建国説話があり、先住民の帰属意識の中心として役立っていた。住民は「メシカ」よりもアルテペトルの名前で自らを呼んだ。「アルテペトル」は共同体の先祖や根源、生命が与える力を含む神聖な山の創造的な力にある社会的・政治的秩序の根源にある多機能の言葉であった。この言葉はナワトル語の（「水」を意味する）ātlと（「山」を意味する）tepētlの組み合わせである。特徴的なナワ族の流儀はaltepetl単位の集合体として地域や世界の人々の統合を思い浮かべこの言葉に基づいて語ることにあった:36。この概念はマヤの cahやミシュテカの ñuuと類似のものである。アルテペメはアステカやタラスカ王国のような大帝国に先行し長続きする巨大な複合ネットワークを形成した。
建国されたアルテペメはアルテペトルと中央市場の同一性に特化した守護神に捧げられる中央寺院により特徴付けられていた。アルテペメは概して多民族国家で、共同体の結束はしばしば地域的な排他性を通じて維持された。

## メソアメリカの政治
アルテペメの地元の支配者は一般に服従や戦役への参加、年貢上納の代わりにアステカ王国の間接的な支配を受ける一方で徴税と土地の分配に関して権限を保持した。しかし1440年代にモクテスマ・イルウィカミナ1世の治世が始まるとアルテペトルに関するアステカ帝国主義者の動きは地元の支配者から徴税権を取り上げ従順でない支配者を軍の長官に置き換えることで深まった。この強まる圧力でアルテペトルは度々貢ぎ物を保留し脱退する中で反乱を起こすことでメソアメリカの状況が不安定になった。アステカ王国南部の主要なアルテペトルクアウナワクは三度反乱を起こした。アステカは激しい暴力で応じ、対抗して更なる激しい暴力をあおるだけであった。
1519年のスペイン侵攻の時点でアステカ王国だけで約450のアルテペトルからなっていた。スペインは前々からある様々なアルテペトルとアステカの間の政治的分断を認めつけ込み、性格の異なる都市国家に謀反を起こすようけしかけた。スペインに対して連合する「超アルテペトル」というものは存在しなかった。センポアラのトトナク1はスペインと同盟した最初の国で、ごく最近長年の抵抗運動の後でアステカの支配を受けることになっていた。トラスカラのトラスカルテカは当初スペインに抵抗したが、間もなくアステカ王国に対する決定的な同盟国として征服活動に加わった。1521年のテノチティトラン陥落後にスペインは益々（スペインが偶像と呼ぶ）神々の画像と寺院の漆喰の壁を公然と破壊するよう要求した。偶像破壊がスペイン侵攻と共にメソアメリカ政治における征服者への尊厳の委譲と贈り物を象徴する一方で、先住民は間もなく「スペインの言い分ではほど遠い包括的且つ重大な転換を暗示していることを」理解した。

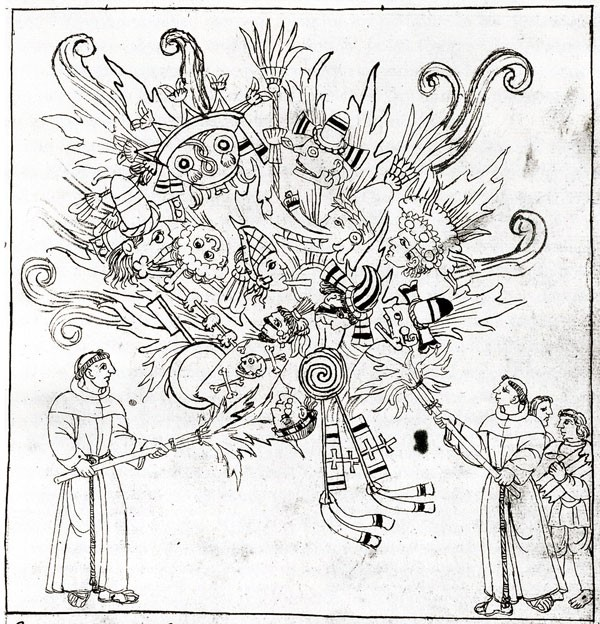
ディエゴ・ムニョス・カマルゴ（1585年）によるフランシスコ会托鉢修道士による先住民のコデックス破壊の図

アルテペトルとスペインのコンキスタドールが接触した初めからキリスト教への服従は話し合う余地はなかった。歴史家ライアン・ドミニク・クルーが述べるように「スペインはキリスト教を受け入れこの世界や次の世界で生き延びるか抵抗し共に地獄に落ちるかの明確な二つの選択肢を示した。テノチティトラン陥落に先立ちスペインは警告している相手に対する酷い従属性のために要求に従うことを強制できなかった。コンキスタドールベルナル・ディアス・デル・カスティリョは「更にしばしば飢えたスペイン兵は条約原案を読まず早急にまさに警告した人々が準備した食糧にかじりついた」と書いた。テノチティトラン陥落後は力のバランスは様々なアルテペトルに対するキリスト教化を強要するスペインに激しく傾いた。
それぞれのアルテペトルにとってスペインがメソアメリカに留まることが明らかになったので、急速に政治的中心地を得る手段として改宗を用いるようになった。1523年までにテノチティトランの貴族は洗礼を求め、新しい植民地の秩序を自分達に保証する修道院や教会に財産を提供した。オアハカのミシュテカ同様にトルカ渓谷のマトラツィンカ族やオトミ族はスペインの支配に向き合う中でメシカ時代後の地元の権威を取り戻す方法として洗礼を用いた。1520年代と1530年代を通じてアルテペトルはキリスト教化を通じて自治を維持し、その地の支配者は今では新しいスペイン式クリスチャン名を付けていた。「その地の選ばれし者の名前は解放者よりも領主であることが分かる人の名前を投影し始めた。」
スペインの修道院は先住民にとっての「新しい意義の領域」を打ち立てるためにアルテペトルにおける象徴的で身体的な暴力の形態を課した。効率よく組織された暴力は1515年1月1日に先住民の司祭と信者に対して修道院とコンキスタドールにより開始され、テスココの記録文書を所蔵する ウィツィロポチトリ寺院などのテノチティトランやテスココ、トラスカラの主な寺院の破壊に繋がった。スペインの修道院が始めた暴力の波は間もなくヌエバ・エスパーニャとなる地域を通じて修道院外に広まった。1560年にスペイン国王に当てたキリスト教に改宗した先住民の貴族が書いた手紙は「多くのアルテペトルの人々は強制されたり拷問されあるいは偶像崇拝を止めたがらなかったために絞首刑や火あぶりの刑に処せられ、渋々福音や教義を受け入れた」と記録している。更に「それは加えるに『神として賛美する石や木を軽蔑し破壊し燃やすよう教える』托鉢修道士の『良き行為』であった」と述べた。歴史家ライアン・ドミニク・クルーが述べるように「托鉢修道士は堂々と聖書の枠組みで2万の偶像が1日に一人の托鉢修道士により粉砕され数千のその地の神々が焚書されたり500軒の主要な寺院がわずか5年で破壊されたと聖書の基準で破壊行為を報告した。」

## 例
- アスカポツァルコ（英語版）
- センポアラ
- チャルコ（英語版）
- チョルーラ
- コイストラウアカ（英語版）
- クエルナバカ
- ウエホツィンゴ（英語版）
- テノチティトラン
- テスココ（英語版）
- トラテロルコ
- トラスカラ王国
- トルーカ
- ヤヌイトラーン（英語版）

## 参照
1. ↑  Jack Anthony Licate (1981). Creation of a Mexican Landscape: Territorial Organization and Settlement in the Eastern Puebla Basin, 1520-1605 (thesis). University of Chicago. ISBN 9780890651070
2. ↑  Smith 1997 p. 37
3. 1 2  Ann Clair Seiferle-Valencia (2007). Cave, City, and Eagle's Nest: An Interpretive Journey Through the Mapa de Cuauhtinchan No. 2, Volume 2. University of New Mexico Press. p. 82. ISBN 9780826342836
4. 1 2 3 4 5 6  Ryan Dominic Crewe (2019). The Mexican Mission: Indigenous Reconstruction and Mendicant Enterprise in New Spain, 1521–1600. Cambridge University Press. pp. 56–70. ISBN 9781108492546
5. ↑  Barbara E. Mundy (2012). Geography and Ethnography: Perceptions of the World in Pre-Modern Societies. John Wiley & Sons. p. 245. ISBN 9781118589847
6. ↑  Xavier Noguez (2001). “Altepetl”. In David Carrasco. The Oxford Encyclopedia of Mesoamerican Cultures: The Civilizations of Mexico and Central America. 1. Oxford University Press. pp. 12–13. ISBN 0-19-510815-9. OCLC 44019111
7. ↑  Lisa Sousa; Stafford Poole; James Lockhart, eds (1998). The Story of Guadalupe: Luis Laso de la Vega's Huei tlamahuiçoltica of 1649. UCLA Latin American studies, vol. 84; Nahuatl studies series, no. 5. Stanford University Press, UCLA Latin American Center Publications. ISBN 0-8047-3482-8. OCLC 39455844
8. 1 2  Ryan Dominic Crewe (2019). The Mexican Mission: Indigenous Reconstruction and Mendicant Enterprise in New Spain, 1521–1600. Cambridge University Press. pp. 69. ISBN 9781108492546
9. ↑  Ryan Dominic Crewe (2019). The Mexican Mission: Indigenous Reconstruction and Mendicant Enterprise in New Spain, 1521–1600. Cambridge University Press. pp. 72. ISBN 9781108492546